# Донецкий округ (Северо-Кавказский край)
Донецкий округ — административно-территориальная единица Юго-Восточной области (с ноября 1924 — Северо-Кавказского края) существовавшая в 1924—1930 годах.

## История
Донецкий округ был образован 2 июня 1924 года. Центром округа было назначен город Миллерово.
30 июля 1930 Донецкий округ, как и большинство остальных округов СССР, был упразднён. Его районы отошли в прямое подичнение Северо-Кавказского края.
Население округа в 1926 году составляло 374,6 тыс. человек. 
Из них: украинцы — 55,1%; русские — 42,5%; немцы — 1,9%.

## Состав
По данным на 1926 год округ был разделён на 8 районов: 
- Вешенский,
- Казанский,
- Кашарский,
- Криворожский,
- Леоно-Калитвенский,
- Мальчевско-Полненский,
- Мешковский,
- Тарасовский.

Районы делились на 128 сельсоветов.